# Тітова Світлана Сергіївна
Тітова Світлана Сергіївна (04 січня 1926 р., м. Острів — 03 березня 2015 р. м. Київ) — генеральний директор Першого Київського дому моделей одягу (надалі у тексті Київський дім моделей), підпорядковане Головному управлінні швейної промисловості міністерства легкої промисловості УССР), існування якого започатковане, ще у складні воєнні часи, у 1944 році.

## Біографія
Народилася 04 січня 1926 року на території колишньої РРФСР, в м. Острів, Псковської області, в сім'ї Яковлєвої Марії Олександрівни і Сергія Васильовича. З 1 жовтня 1942 року по. 26 червня 1943 року навчалася в Уральському державному технічному університеті, а завершила своє навчання в Київському технологічному інституті легкої промисловості (1944—1947 рр., за спеціальністю інженер-технолог швейного виробництва. На початку 1950 років, Світлана Сергіївна очолила швейну фабрику «Комунар», яка шила одяг для вищої партійної еліти і керівної еліти республіки. У 1956 році Світлана Сергіївна прийшла працювати у Київський дім моделей, на посаду головного інженера, а у 1975 році вона його очолила. На цій посаді Світлана Сергіївна попрацювала 37 років, до 1992 року.

## Освіта
- Уральський державний технічний університет (1942—1943 рр.);
- Київський технологічний інститут легкої промисловості (1944—1947 рр.).

## Особисте життя
чоловік: Тітов Петро Данилович
син: Тітов Володимир Петрович
онучка Тітова Світлана Володимирівна

## Нагороди і звання
Ювілейна медаль «За доблестный труд» 1970 р.
Орден «Знак почета» 1971 р.
Медаль «Защитнику отечества» 1999 р.
Грамота Президіума Верховної ради УССР за активну участь в роботі і підготовці і забезпеченню проведення XXII Олімпійських ігор від 22 січня 1981 р.

## Громадянська діяльність
Брала активну участь в роботі з підготовки та забезпечення успішного проведення 22 Олімпійських ігор і була нагороджена грамотою від Президії Верховної ради УРСР 23 січня 1981 року. Брала безпосередню участь у створенні Київського Будинку моделей, який знаходився на вулиці Шота Руставелі.
Навіть коли після виходу на пенсію, Світлана Сергіївна вела активну діяльність. Відразу після продажу будівлі Київського будинку моделей вона очолила філію американсько-українського спільного підприємства з пошиття та моделювання одягу НДМ, модельєром в якому працювала Маєвська Тереза. Світлана Сергіївна — член спілки жінок м. Києва — голова спілки жінок Ленінського району міста Києва — брала участь у створені першого у світі музею сім'ї та родоводу при центрі у справах сім'ї та жінок Шевченківського району міста Києва  - до 70-річчя Київського будинку моделей одягу організувала масштабну зустріч усіх його працівників, яка відбулася у грудні 2014 року. Вона завжди займала дуже активну громадську позицію.

## Виставки, в якому брав участь Київський дім моделей під керівництвом Тітової Світлани Сергіївни
- 1967 р. Міжнародна виставка в м. Монреаль Канада.
- 1967 р. Міжнародний фестиваль моди в м. Москва. Колекція отримала 1 премію.
- 1970 р. Міжнародний ярмарок в м. Лейпциг, Німеччина.
- 1972 р. Міжнародний ярмарок в м. Пловдив, Болгарія.
- 1973 р. Дні радянської культури в м. Гельсінкі, Фінляндія.
- 1974 р. Міжнародний ярмарок в м Белград Югославія.
- 1976 р. Дні СРСР в Бельгії у м. Намюр.
- 1977 р. Національна виставка СРСР в Лос–Анджелесі США.
- 1980 р. Дні культури України в Польщі у м. Краків.
- 1982 р. Міжнародний ярмарок «Інтермода» у Чехословаччині м. Брно. Приз золота стрічка.
- 1983 р. Виставка Людина і світ в Канаді, м. Монреаль.
- 1984 р. Міжнародна виставка Кам Експо в Мексиці, м. Мехіко.
- 1985 р. Міжнародний ярмарок в Німеччині, м Лейпциг.
- 1986 р. Міжнародна виставка в Аргентині, м. Буенос Айрес.
- 1987 р. Фестиваль моди в Москві 1 премія.
- 1987 р. Міжнародна виставка в Румунії, м. Бухарест.
- 1990 р. Міжнародна виставка в Індії, м. Делі.
- 1991 р. Міжнародна виставка Консул- Експо, м Москва.
- 1992 р Міжнародна виставка в Німеччині, м. Лейпциг.

## Цікаві факти і спогади
Як згадує, Світлана Сергіївна первинно Будинок моделей відкрили ще 1944 року. «Ще не закінчилася війна: навколо горе, розруха, злидні. Хоч якийсь одяг — вже добре. Але люди вірили в майбутнє. Їм хотілося свята, достатку і краси. І новостворену організацію пішли працювати кращі конструктори і модельєри, там була створена єдина на всю Україну, Росію і Білорусь текстильна лабораторія з найсучаснішим обладнанням». Головним завданням Київського будинку моделей, була розробка всього асортименту моделей одягу для швейних фабрик розташованих на території сучасних України і Молдавії. Крім того, другорядним завданням цієї установи була пропаганда моди, серед широких верств населення. І вже починаючи з кінця 1950 року Будинок моделей брав участь у міжнародних виставках і ярмарках. А у Києві почали влаштовувати модні покази і раз в сезон почали випускати власний журнал мод з кресленнями викрійок.
Київський дім моделей часто відвідували й імениті гості столиці — заїжджі радянські знаменитості — і відомі всьому світу іноземці. Як згадує Світлана Сергіївна, «дружині югославського прем'єра Йованкою Броз Тіто сподобалися тканини Київського шовкового комбінату, і їй презентували чотири відрізи. А київський крепдешин сподобався і Раїсі Горбачовій. Оскільки вона прийшла в супроводі Ради Щербицької і тодішнього заступника голови Київради Галини Менжерес, то працівниці на підносах відомої української художниці-керамістки Ольги Рапай, несли три відрізи тканини — всім трьом гостям. Але Раїса Максимівна вирішила по-своєму і все забрала собі. Валентині Терешкової пошили на замовлення костюм з білого шовку в чорний горох. А ось Тетяні Дороніній і Нані Брегвадзе пощастило менше — їм сподобалися наряди з колекцій, які розкомплектовувати не дозволялося. І вони пішли з порожніми руками.»
Дуже цікава історія пов'язана із будівництвом нового семиповерхового приміщення Київського дому моделей, який перед цим був розташований всього лише у 3 невеличких кімнатах. Загалом на його будівництво було затрачено 2,5 мільйона рублів, і будівництво тривало 1,5 року. А перед заливання фундаменту, як згадує Світлана Сергіївна «я на радостях зняла з себе намисто і кинула його в котлован. Це було дуже дороге старовинне грузинське намисто ручної роботи. Його мені подарував Сергій Параджанов. Коли я кинула намисто, пам'ятаю, жінки все, як одна, ахнули.»
Одним з гостей, які відвідали нову будівлю Будинку моделей, був відомий модельєр П'єр Карден. Зі спогадів Світлани Сергіївни він досить високо оцінив колекції моди українців. А коли повертався у Францію, на пам'ять про Україну він попросив подарувати дві пляшки рожевого Артемівського шампанського, і два гранчасті стакани які вразили його простотою і функціональним дизайном.
Дуже цікаві спогади у Світлани Сергіївни, пов'язані із художнім керівником Будинку моделей, Мепен Герц Моисеевич. — відомим українським модельєром. Так він відмовився продавати Татяні Дороніній и Нані Брегвадзе, деякі речі, які їм дуже приглянулися.